# Torteval-Quesnay
Torteval-Quesnay era una comuna francesa situada en el departamento de Calvados, de la región de Normandía, que el 1 de enero de 2017 pasó a ser una comuna delegada de la comuna nueva de Aurseulles al fusionarse con las comunas de Anctoville, Feuguerolles-sur-Seulles, Longraye, Orbois, Saint-Germain-d'Ectot y Sermentot.

## Demografía
| Gráfica de evolución demográfica de Torteval-Quesnay entre 1800 y 2014 |
|                                                                        |

Los datos demográficos contemplados en este gráfico de la comuna de Torteval-Quesnay se han cogido de 1800 a 1999 de la página francesa EHESS/Cassini, y los demás datos de la página del INSEE.